# Widelnice
Widelnice (Plecoptera) – rząd owadów uskrzydlonych o rozwoju z przeobrażeniem niezupełnym. Larwy żyją w wodzie o dużej zawartości tlenu, zasiedlają głównie wody płynące, szczególnie niewielkie potoki górskie i strumienie. Rozwój zazwyczaj trwa do kilku lat. Z zapłodnionych jaj wylęgają się larwy i żyją wśród roślinności lub martwych szczątków, które zalegają na dnie. Głowa oraz powierzchnia grzbietowa larwy jest schitynizowana. Oddychają całą powierzchnią ciała. Larwy wyglądem przypominają jętki, ale nie mają skrzelotchawek na odwłoku a mają na tułowiu. Dorosłe składają skrzydła wzdłuż ciała. Larwy widelnic są wrażliwe na zanieczyszczenia, dlatego wykorzystywane są jako bioindykatory. Młodsze stadia larwalne są detrytusożerne, starsze stadia larwalne są bardziej wyspecjalizowane pokarmowo:
- odżywiają się glonami, zielenicami, okrzemkami i fragmentami roślin (np. Nemoura)
- wszystkożerne – zjadają drobne zwierzęta wodne, jak i pokarm roślinny (np. Chloroperla)
- drapieżne zjadające wrotki, skorupiaki, wodne skąposzczety, owady wodne (np. Perla)

Na całym świecie istnieje ok. 2 tys. gatunków widelnic, w Europie – 387 gatunków, natomiast w Polsce ok. 80 gatunków.